# Ивайло Терзийски
Ивайло Терзийски е български поет.

## Биография
Роден е на 11 юли 1970 г. в Плевен, но израства в Силистра. Завършва Русенския университет, след което работи като журналист на свободна практика в изданията „Силистра-Спектър“, „Дръстър“, Успех" и в отдел „Култура“ в Силистра. Започва да пише стихове на 11-годишна възраст, а майка му е негов пръв редактор. През 1994 г. издава дебютната си стихосбирка „Манастир за душата ми няма“. Между 1997 и 1999 г. ръководи кръжока „Мастилен чадър“, който подкрепят ученическото творчество. Следват книгите „Отмини ме, любов“ (1998) и „Колкото, толкова“ (1999). През 2000 г. е сред основателите на литературния кръжок „Реката“, като е редактор на алманаха и антологията на организацията и сред инициаторите на конкурса „Любовта е пиянство или пиянство от любов“.
През 2002 г. излиза книгата му „Жена нависоко“, а през 2008 г. издава стихосбирката „Сълза под крило“. От 2008 г. живее в Лондон, като работи в градското метро. През 2018 г. издава последната си стихосбирка „Сърце в ремонт“, която е представена в София през октомври същата година. Стихосбирката е представена в редица градове: Пловдив, Плевен, Кърджали, Силистра, а през ноември 2018 г. се състои премиерата ѝ в Българския културен център в Берлин.
Творби на Ивайло Терзийски са публикувани в множество печатни издания, сред които „Пламък“, „Везни“, „Знаци“, „Словото“, славянската антология „Словоприношение“. Има над 30 награди от различни конкурси, сред които „Свищовски лозници“, „Любовта, без която не можем“, „Поетични хоризонти на българката“, „Свети Георги победоносец“.